# Port de Lille (metrostation)
Het metrostation Port de Lille is een station van metrolijn 2 van de metro van Rijsel, gelegen in de stad Rijsel. De naam van dit station betekent "Haven van Rijsel", welke op steenworp afstand van het metrostation ligt. De architectuur van dit station doet de maritieme activiteiten eer aan. Zo zijn er nagemaakte balen die doen denken aan het laden en lossen van balen stof tijdens de textielperiode van Rijsel. Verder steekt er uit de muur een boeg van een schip.
Naast de haven van Rijsel bevindt dit metrostation zich eveneens dicht bij de Katholieke Universiteit van Rijsel.